# Thomas Hughes

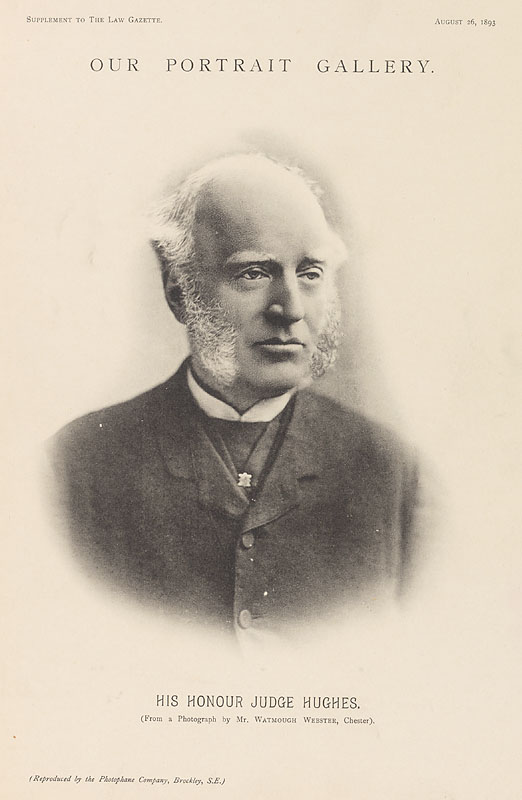
Thomas Hughes, Fotografie in The Law Gazette (1893)

Thomas Hughes (* 20. Oktober 1822 in Uffington, in Oxfordshire (früher in Berkshire); † 22. März 1896 in Brighton) war ein englischer Schriftsteller, in der Sozialreform engagierter Politiker und Anwalt, bekannt für sein klassisches Jugendbuch Tom Browns Schuljahre (Tom Brown’s Schooldays) von 1857.

## Leben
Hughes war der zweite Sohn von John Hughes, Herausgeber der Boscobel Tracts (1830), und ging ab Februar 1834 in Rugby zur Schule, damals geleitet vom einflussreichsten englischen Pädagogen des 19. Jahrhunderts, Thomas Arnold (1795–1842), ein Studienkollege seines Vaters am Oriel College in Oxford. An der Schule tat sich Thomas Hughes vor allem im Cricket hervor, wo er es bis zu einem Spiel auf dem Lord’s Cricket Ground in London brachte. 1842 ging er ans Oriel in Oxford, wo er 1845 graduierte. 1848 wurde er als Anwalt am Bar zugelassen. 1869 wurde er Queen’s Counsel und 1870 „Bencher“ (beides Ehrentitel im britischen Rechtssystem). Im Juli 1882 wurde er Richter am Landgericht in Chester (Country Court Judgeship). 

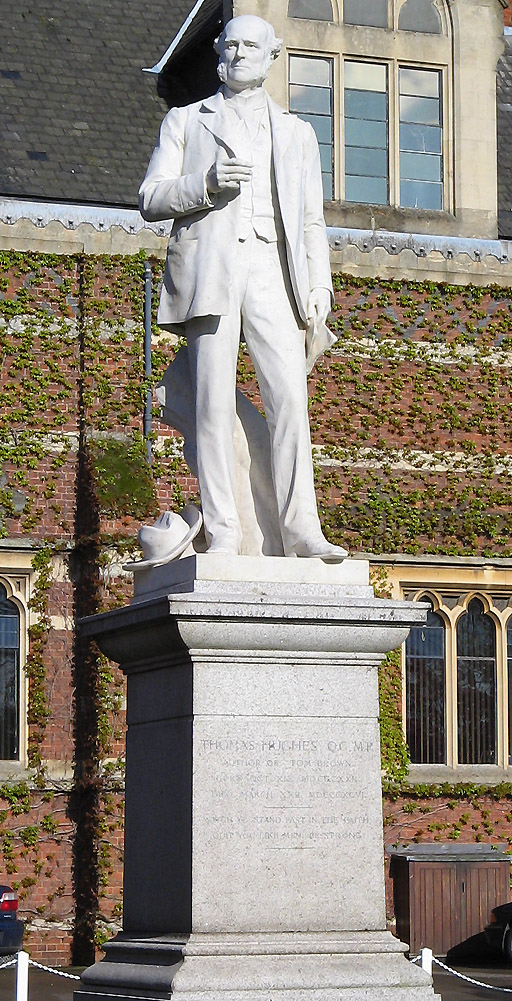
Statue Thomas Hughes’ auf dem Gelände der Rugby School in Rugby

Von 1865 bis 1868 war er für die Liberalen Abgeordneter des Parlaments für die Liberal Party für Lambeth und 1868 bis 1874 für Frome. Als engagierter Sozialreformer (er unterstützte die Chartisten) trat er schon 1848 der Bewegung christlicher Sozialisten um Frederick Denison Maurice (1805–1872) bei (dessen Kingdom of Christ von 1838 hatte schon als Student tiefen Eindruck auf ihn gemacht) und war an der Gründung einiger früher Gewerkschaften beteiligt. Im Januar 1854 war er mit Maurice (der gerade wegen seiner Ansichten in Cambridge seine Professorenstelle verloren hatte) einer der Gründer der Arbeiterschule (Working Men’s College) in der Great Ormond Street im Londoner Stadtteil Bloomsbury, wo er auch regelmäßig ebenso wie Charles Kingsley Vorlesungen hielt und dessen Direktor er von 1872 bis 1883 war. 1880 gründete er in den USA die Stadt Rugby in Tennessee, die als utopisches Experiment für die zweitgeborenen Söhne gehobener englischer Kreise gedacht war, aber wenig erfolgreich war.
Hughes heiratete 1848 Ann Frances Ford, mit der er sich 1853 in Wimbledon niederließ. Zusammen hatte das Paar vier Töchter und fünf Söhne. Dort schrieb er auch sein berühmtestes Buch Tom Brown's Schooldays (dt. Tom Browns Schuljahre), das im April 1857 erschien. 1861 folgte noch ein Nachfolgeband Tom Brown at Oxford.
Eine seiner Töchter, Lillian Hughes Carter, kam 1912 zusammen mit ihrem Ehemann, dem Pfarrer Ernest Carter, beim Untergang der Titanic ums Leben.

## Tom Browns Schuljahre
Das Buch Tom Brown's Schooldays beruht auf seinen Erlebnissen in Rugby und eröffnet mit der nostalgisch gezeichneten ländlichen Welt im Tal des weißen Pferdes bei Uffington. Tom Brown (modelliert nach Hughes’ Bruder George) ist ein gutherziger, willensstarker, eher an Sport als am Unterricht interessierter Schüler. Gleich bei seinem Eintritt in Rugby freundet er sich mit Harry „Scud“ East an und beide haben sich der Nachstellungen eines älteren, rüpelhaften Schülers namens Flashman zu erwehren (den sich später der Romanautor George MacDonald Fraser für seine satirischen Flashman Papers ausborgte). Nachdem sie darin erfolgreich waren, erhält Tom Brown im zweiten Teil des Buches als nun schon fortgeschrittener Schüler vom Schuldirektor Thomas Arnold die Patronage eines neuen Schülers George Arthur anvertraut, der zwar ein hervorragender Schüler ist, aber auch sensibel, von schwacher Gesundheit und etwas linkisch. Tom Brown verteidigt ihn gegen Hänseleien anderer Schüler, freundet sich mit ihm an und pflegt ihn, als er schwer erkrankt. Beide verpflichten sich christlichen Werten und spielen zusammen im Cricket Team. Das Buch endet mit der Rückkehr des erwachsenen Tom Brown nach Rugby, wo er vom Tod des Schulleiters Thomas Arnold hört.
Die erste deutsche Übersetzung von Ernst Wagner erschien 1867 unter dem Titel Tom Brown's Schuljahre. Von einem alten Rugby-Jungen. Zur Darlegung des gegenwärtigen Standes der Erziehung in den oberen Classen Englands im Perthes-Verlag, Gotha.
Der Roman wurde mehrfach verfilmt, unter anderem 1940 von Robert Stevenson mit Jimmy Lydon als Tom Brown und Sir Cedric Hardwicke als Thomas Arnold, 1951 von Gordon Parry mit John Howard Davies als Tom Brown und Robert Newton als Arnold sowie 2005 als BBC-Fernsehfilm unter der Regie von Dave Moore mit Alex Pettyfer als Tom Brown und Stephen Fry als Arnold.
Huges selbst ließ seinem größten Bucherfolg 1861 die weniger bekannte Fortsetzung Tom Brown at Oxford folgen.

## Werke

### Belletristik
- Tom Brown's Schooldays (1857; dt. Tom Brown's Schuljahre. Von einem alten Rugby-Jungen. Zur Darlegung des gegenwärtigen Standes der Erziehung in den oberen Classen Englands, Gotha 1867; spätere Ausgaben unter dem Titel Tom Browns Schuljahre. Von einem alten Jungen)
- The Scouring of The White Horse (1859) (gemeint ist die große prähistorische Bodenzeichnung eines weißen Pferdes nahe Uffington)
- Tom Brown at Oxford (1861)

### Sachbücher
- Religio Laici (1861)
- A Layman's Faith (1868)
- Life of Alfred the Great (1870)
- Memoir of a Brother (1873) (sein Bruder George)
- The Manliness of Christ (1879)
- Rugby Tennessee (1881)
- Memoir of David Macmillan (1882)
- Gone to Texas (1884)
- Notes for Boys (1885)
- James Fraser Second Bishop of Manchester (1887)
- David Livingstone (1889)
- Vacation Rambles (1895)
- Early Memories for the Children (1899)